# ۳۰۰۰ (عدد)
۳۰۰۰ (عدد)یک عدد طبیعی است که بعد از ۲۹۹۹ و قبل از ۳۰۰۱ قرار دارد.
دارای ٣٢ مقسوم علیه است و مخمّس کامل است